# Rybak-Dorożnyk Odessa
Rybak-Dorożnyk Odessa (ukr. Футбольний клуб «Рибак-Дорожник» Одеса, Futbolnyj Kłub "Rybak-Dorożnyk" Odesa) – ukraiński klub piłkarski z siedzibą w Odessie.

## Historia
Chronologia nazw:
- 1993—1997: Rybak Odessa (ukr. «Рибак» Одеса)
- 1997—1999: Rybak-Dorożnyk Odessa (ukr. «Рибак-Дорожник» Одеса)

Drużyna piłkarska Rybak Odessa została założona w mieście Odessa w 1993 roku. Zespół występował w rozgrywkach miejskich. W sezonie 1993/94 klub zwyciężył w Pierwszej lidze i zdobył awans do Wyższej ligi obwodu. W sezonie 1995/96 debiutował w Pucharze Ukrainy. W 1997 zmienił nazwę na Rybak-Dorożnyk Odessa. W sezonie 1998/99 zdobył wicemistrzostwo obwodu, ale potem zrezygnował z dalszych występów i został rozwiązany.

## Sukcesy
- 1/64 finału Pucharu Ukrainy:

1995/96
- wicemistrz obwodu odeskiego:

1997/98, 1998/99
- zdobywca Pucharu obwodu odeskiego:

1994/95